# Bodagrottorna
Bodagrottorna är ett grottsystem och ett naturreservat i Hudiksvalls kommun i Hälsingland.
De är Europas längsta urbergsgrottor och ligger i närheten av Iggesund. Bodagrottorna är cirka 2 600 m långa och på sina håll är gångar och salar i tre våningar. Området är sedan 1989 skyddat som naturreservat. Det omfattar bara 4 hektar. Grottsystemets stora ingång, Fläckgrottan, är relativt lätt att nå medan övriga delar är mera svårtillgängliga.